# Vinnetou (minisérie)
Vinnetou je třídílný televizní film volně založený na dobrodružných románech Karla Maye. Jedná se o reboot filmové série Mayovek z 60 let. Film byl promítán během vánočního týdne 2016 v německé televizi. Hlavní postavy ztvárnili Nik Xhelilaj (Vinnetou) a Wotan Wilke Möhring (Old Shatterhand). V roli Sama Hawkense se objevil herec Milan Peschel. Nová trilogie televize RTL je vyrobena v koprodukci s Rat Pack, Rialto Film, Tabbenoca. Jednotlivé části se jmenují „Vinnetou – Nový svět“, „Vinnetou – Tajemství Stříbrného jezera“ a „Vinnetou – Poslední bitva“.

## Obsah
Všechny tři filmy hovoří o přátelství německého imigranta Karla Maye alias Old Shatterhanda a náčelníka kmene Apačů Vinnetoua. Série filmů se odehrává na Divokém západě Ameriky.

### 1. část: Vinnetou – Nový svět
Společnost Union Pacific Railroad chce prodloužit železniční trať na americkém západě. Trasa má vést přes indiánské území kmene Apačů. Německý inženýr Karl May, který pracuje na trati, a náčelník Apačů Vinnetou, se přes počáteční neshody stanou přáteli a hledají mírové urovnání sporu o území. Bojují spolu proti stavitelům železnice.

### 2. část: Vinnetou – Tajemství Stříbrného jezera
Mexičan El Mas Loco se dozví o legendárním pokladu Apačů na Stříbrném jezeře. Proto napadne Vinnetouův kmen a unese jeho sestru Nšo-či, která zná cestu k jezeru. Vinnetou a Old Shatterhand ho následují ke Stříbrnému jezeru.

### 3. část: Vinnetou – Poslední bitva
Při hledání vody na území Apačů objeví Vinnetou s Old Shatterhandem ropu. Dozví se to Santer Jr., chce získat ropu pro sebe a tím i moc. Otec a syn Santerové se snaží Old Shatterhanda z pozemku vystrnadit. Vinnetou a Old Shatterhand sjednotí soupeřící indiánské kmeny, aby spolu bojovali proti ropným baronům.

## Produkce
Jde o velmi volné zpracování příběhů Vinnetou I, Poklad ve Stříbrném jezeře a Vinnetou III.
Trojdílný film byl natočen díky Christianu Beckerovi a Christophovi Müllerovi z RatPack Film Productions. Koproducenti jsou Matthias Wendland a Felix Wendland z Rialto Film a Marcus Englert z Mythos Film. O mezinárodní distribuci se stará Jan Mojtos Beta Film. Projekt podpořili Film Media Foundation NRW a chorvatský HAVC (Croatian Audiovisual Centre).
Filmy byly natočeny v srpnu 2015 v Chorvatsku, kde se již natáčely filmy Karla Maye v šedesátých letech 20. století s Pierrem Bricem a Lexem Barkerem v hlavních rolích. Natáčení probíhalo v lokalitách Lika, Gorski Kotar, Velebit, Istrie a Fužine. Další lokality byly Národní park Paklenica a film Vinnetou – Das Geheimnis vom Silbersee se natáčel v blízkosti vodopádů Plitvických jezer. Další natáčení se konalo v Národním parku Krka a Zrmanja Canyon.

## Filmová hudba
Hudbu složil Heiko Maile. Využil při tom hudební motivy, které složil Martin Böttcher pro původní sérii s Bricem a Barkerem.

## Zajímavosti
- Objevují se zde někteří herci známí z původního zpracování ze 60. let:

1. Marie Versini (75 let) – ve svých 22 letech hrála Nšo-či, zde má malou roli starší dámy ve vlaku, která se dá do řeči s Karlem Mayem (Old Shatterhand)
2. Gojko Mitič (75 let) – dříve ve vinnetouovkách hrával různé vedlejší role Indiánů, zde ztvárnil Vinnetuova otce Inču-čunu
3. Mario Adorf (85 let) – ve svých 32 letech hrál Santera, zde hraje Santerova otce

- Apačové ve filmu mluví lakotštinou, jazykem indiánského národa Lakotů (Siouxů). Stejný jazyk se objevuje ve filmu Tanec s vlky.